# Chionaema unipuncta
Chionaema unipuncta là một loài bướm đêm thuộc phân họ Arctiinae, họ Erebidae.